# Qianlong

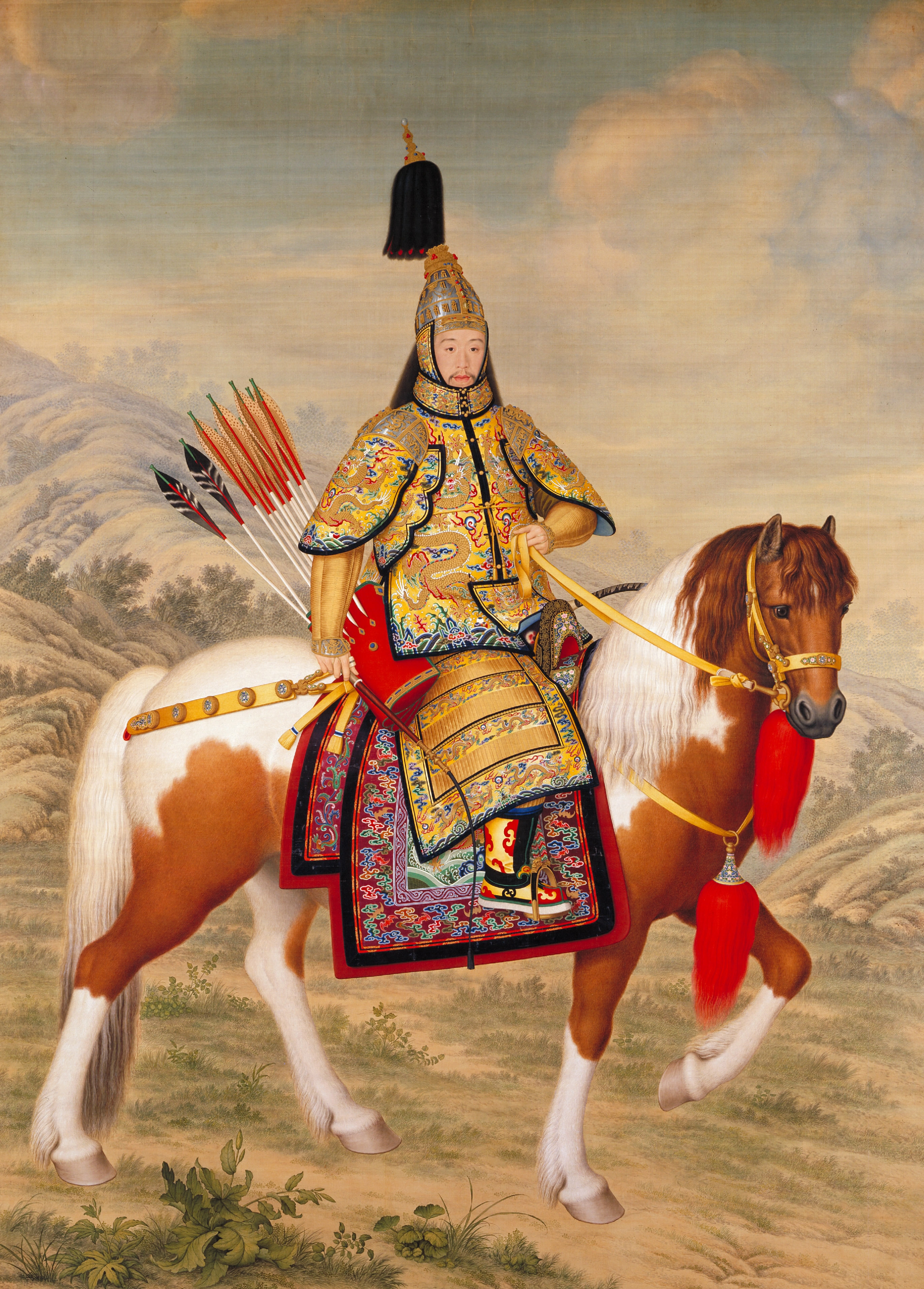
Cesarz Qianlong w ceremonialnej zbroi na koniu. Obraz Giuseppe Castiglione znajdujący się w Muzeum Pałacowym w Pekinie

Qianlong, chiń. 乾隆, pinyin Qiánlóng; imię prywatne 弘曆, Hongli (ur. 25 września 1711, zm. 7 lutego 1799) – cesarz Chin z dynastii Qing, panujący w latach 1735–1796.

## Objęcie tronu
Był czwartym synem cesarza Yongzhenga (zm. 8 października 1735). Objął tron 18 października 1735.

## Podboje i polityka zagraniczna
Za panowania Qianlonga granice Chin zostały znacznie powiększone. Przyłączono obszary, które nie należały do Chin od czasów dynastii Tang (Dżungaria, Kaszgaria). Kontynuował politykę ekspansji swego ojca na południowy zachód, tłumiąc powstanie Miao w 1736. Umocnił też chińskie wpływy w Tybecie.

### Sprawa Tybetu
Od 1720 Tybet znajdował się pod chińskim zwierzchnictwem. Na mocy porozumienia zawartego w 1728, władzę we wschodnim Tybecie sprawował formalnie dalajlama, zaś w zachodnim panczenlama, których kontrolowali dwaj chińscy urzędnicy zwani ambanami, rezydujący w Lhasie. Faktycznie władza spoczywała w rękach przewodzącego radzie ministrów regenta Polhane. Po jego śmierci w 1747 kontrolę nad krajem przejął jego syn Gjume Namgjal, który postanowił zrzucić chińskie zwierzchnictwo sprzymierzając się z Dżungarami. Krok ten uprzedzili ambanowie, którzy wezwali Gjume Namgjala do siebie i zabili.
Po zabójstwie Namgjala w 1750 wybuchło w Tybecie antychińskie powstanie, podczas którego zamordowano ambanów i zlikwidowano garnizon mandżurski. W 1751 do Tybetu wkroczyły chińskie wojska, które stłumiły powstanie, zaś pełnię władzy politycznej nad Tybetem przekazano od tej pory dalajlamie.

### Podbój Dżungarii
Od 1745 w chanacie dżungarskim trwały walki wewnętrzne między feudałami. Główna walka rozegrała się między Dawadżim a Amursaną. Amursana zwrócił się o wsparcie do Mandżurów, dzięki któremu zdobył władzę. W 1755 Amursana wystąpił jednak przeciwko Mandżurom, rozpoczynając wojnę. Dżungarowie ponieśli całkowitą klęskę. W 1757 Amursana zbiegł na Syberię. Po jego ucieczce Chińczycy całkowicie spacyfikowali państwo dżungarskie. Jego terytorium zostało włączone do Chin jako prowincja Xinjiang (dosł. Nowe terytoria).

### Relacje z Wielką Brytanią
W 1757 roku ograniczył handel zagraniczny z Europą, zezwalając, by miał miejsce wyłącznie w jednym porcie, w Kantonie. Było to wbrew interesom Wielkiej Brytanii, która importowała z Chin herbatę i jedwab. W 1793 roku brytyjska misja zagraniczna pod przewodnictwem lorda Macartneya próbowała namówić cesarza na otwarcie większej ilości portów a także na zezwolenie na działalność misjonarzy chrześcijańskich. Pomimo tego, że przychody z tytułu cła stanowiły istotną część budżetu cesarz odmówił, ponieważ obawiał się, że zachodnie wpływy skłonią populacje cesarstwa do buntu.

## Polityka wewnętrzna
Qianlong lubił porównywać się do cesarza Taizonga i starał się dorównać swoim wielkim poprzednikom. Jego rządy doprowadziły jednak do osłabienia państwa. Pomimo sukcesów w polityce zagranicznej, polityka wewnętrzna władcy była nieudolna, doprowadzając do rozrostu korupcji i zapaści gospodarczej. Paradoksalnie za panowania Qianlonga rozpoczął się także kryzys chińskiej kultury, chociaż władca przykładał dużą wagę do mecenatu artystycznego.
Qianlong dużą wagę przykładał do literatury, sam także pisał poezje. Kazał gromadzić arcydzieła dawnej poezji i prozy i publikował je na koszt państwa. Z jego inicjatywy wydano monumentalne dzieło Sikuquanshu zongmutiyao, zawierające opis bibliograficzny najważniejszych dzieł z różnych dziedzin. Po jednym egzemplarzu dzieła kazał cesarz przekazać do bibliotek w Hangzhou, Yangzhou i Zhenjiang. Jak na ironię, również za panowania Qianlonga z powodu cenzury spalono ponad 13 tysięcy dzieł literackich. Qianlong rozpętał akcję niszczenia nieprawomyślnych dzieł literackich, m.in. zawierających pochwałę Mingów; najbardziej spektakularnym przejawem cenzury było stracenie prowincjonalnego uczonego Wang Xihou za opublikowanie słownika zawierającego zabronione znaki chińskiego pisma.
Schyłek rządów Qianlonga rozpoczął jednocześnie początek schyłku państwa chińskiego, które w połowie XIX wieku znalazło się w całkowitej ruinie.
W 1774 wybuchła krótkotrwała rebelia Wang Luna, inspirowana naukami sekty Białego Lotosu; jej stłumienie zajęło władzy kilka miesięcy. Następne powstanie wybuchło w 1796 i tym razem trwało 10 lat, stłumiono je dopiero za panowania następcy Qianlonga.
Od 1775 główną rolę w państwie zaczął odgrywać cesarski faworyt, generał Heshen. W rękach Heshena znalazła się kontrola nad prowincjami i urzędnikami, którym cesarz nie poświęcał większej uwagi. Rządy Heshena doprowadziły do gigantycznej korupcji i rozrzutności, zaś on sam zgromadził olbrzymi majątek.
W okresie panowania Qianlonga zaczęła również podupadać, zarówno artystycznie jak i technicznie, chińska porcelana.

## Abdykacja i śmierć
7 lutego 1796 Qianlong abdykował i przekazał rządy swojemu synowi Jiaqingowi. Jako oficjalny powód abdykacji podał cesarz niechęć do przewyższenia długością panowania podziwianego przez siebie cesarza Kangxi. Pomimo to faktycznie zachował duży wpływ na sprawy państwowe aż do swojej śmierci 7 lutego 1799. Jedną z pierwszych decyzji Jiaqinga po śmierci ojca było stracenie cesarskiego faworyta Heshena.